# Carl Shapiro

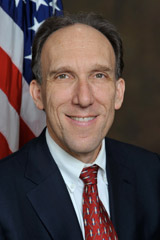
Carl Shapiro

Carl Shapiro (* 20. März 1955 in Austin, Texas) ist ein US-amerikanischer Wirtschaftswissenschaftler und Professor für Unternehmensstrategie an der University of California, Berkeley. Sein Forschungsgebiet ist die Mikroökonomie.

## Leben
Shapiro machte 1981 seinen Ph.D. in Volkswirtschaftslehre am Massachusetts Institute of Technology und ist seit 1985 für das National Bureau of Economic Research tätig. 1985 wurde er Forschungsstipendiat der Alfred P. Sloan Foundation (Sloan Research Fellow). Seine erste Professur erhielt er 1987 an der Princeton University. 1990 wechselte Shapiro an die University of California in Berkeley und hat dort seit 1990 eine Professur für Betriebs- und Volkswirtschaftslehre inne. Ein transamerikanischer Lehrstuhl für Unternehmensstrategie kam 1994 hinzu. Der Co-Autor von Hal Varian publiziert u. a. zu Patent-, Antitrust- und Informationsökonomik.
Momentan ruht Shapiros Professur, nachdem er im April 2011 in den Council of Economic Advisers, das wirtschaftliche Beratungsorgan des US-Präsidenten, berufen wurde. Dort trat er die Nachfolge von Cecilia Rouse an. In Staatsdiensten stand er zuvor schon von 1995 bis 1996 sowie von 2009 bis 2011 als stellvertretender Assistant Attorney General in der Abteilung für Wettbewerbsrecht des US-Justizministeriums.

## Schriften (Auswahl)
- mit Hal Varian und Joseph Farrell: The Economics of Information Technology. Cambridge University Press, 2004
- Patent Reform. Aligning Reward and Contribution. Innovation Policy and the Economy, 2007
- Improving Critical Loss, with Joseph Farrell. Antitrust Source, 2008